# Таёжная овсянка
Таёжная овсянка или черногорлая овсянка  (Emberiza tristrami) — птица из рода настоящие овсянки семейства овсянковых Emberizidae. Латинское название дано в честь английского священника, путешественника и натуралиста Генри Бейкера Тристрама.

## Описание

### Внешний вид
Голова и горло чёрные. Общий фон окраски спины охристо-рыжевато-бурый, по нему тёмные продольные пестрины. Сверху посреди головы, над глазом и от угла клюва к зобу идут белые полоски.

### Распространение
Гнездовой ареал в России и в Китае на хр. Малый Хинган, краем заходит в Северную Корею. Зимует в южном Китае, частично в Северном Вьетнаме. На пролете встречается Японии, Южной Кореи, Тайване. Известны залёты в Лаос, Мьянму, Монголию, Таиланд, и Северо-Восточную Индию.
В России гнездится в Приморье, на юге Хабаровского края и в Еврейской Автономной области.

### Места обитания
Гнездится в елово-пихтовой тайге как на равнинах, так и в горах. Относительно редкая, перелётная птица.

### Размножение
Гнездо строит на кустах на высоте около 1 м от земли. Гнездо состоит из сухих растительных остатков, выстилка из волоса. Кладка в июне-июле, состоит из 4-х розоватых яиц с черноватыми пятнышками и штрихами.

### Поведение
Известно, что весной питается жуками, в частности, долгоносиками, осенью в питании отмечены жуки и двукрылые. Голос — тихое циканье. Песня короткая, «овсяночья».